# Proceno
Proceno [proʧeˈno] ist eine Gemeinde in der Provinz Viterbo in der italienischen Region Latium mit 530 Einwohnern (Stand 31. Dezember 2023).

## Geographie
Die Gemeinde liegt etwa 115 km nordwestlich der Regionalhauptstadt Rom und etwa 45 km nordwestlich der Provinzhauptstadt Viterbo. Sie liegt in der klimatischen Einordnung italienischer Gemeinden in der Zone E, 2 295 GG.
Proceno liegt in den Monti Volsini zwischen dem Bolsenasee und der Grenze zur Toskana. Durch das Gemeindegebiet fließen die Flüsse Stridolone und Paglia. Bis 1986 gehörten die Kirchen des Ortes zum Bistum Acquapendente, das dann im Bistum Viterbo eingegliedert wurde.
Zu seinen Ortsteilen zählen Centeno (288 m) und Le Piane.
Die Nachbargemeinden sind Acquapendente, Castell’Azzara (GR), Piancastagnaio (SI), San Casciano dei Bagni (SI) und Sorano (GR).

## Geschichte
Fundstücke zeugen von einer Besiedlung des Ortes in der Zeit der Etrusker, die lokale Legende spricht Lars Porsenna die Ortsgründung zu. Danach tritt der wieder kurz vor dem Jahr 1000 in Erscheinung, als Papst Gregor V. den Ort befestigte und wahrscheinlich die Burg (Rocca, heute Castello) entstand. 1083 wurde der Ort von den Truppen um Heinrich IV. zerstört und vierzehn Jahre später durch die Bovacciani aus Chiusi wieder errichtet. Am Beginn des 12. Jahrhunderts gehörte der Ort Bernardino und Ildebrandino de Calmanaire, die 1158 und 1159 die Herrschaft an Papst Hadrian IV. übertrugen. In den Jahren des Konfliktes zwischen Ghibellinen und Guelfen unterstand der Ort Guglielmo del Nero aus Acquapendente (Guelfe), bis ghibellinische Truppen Proceno einnahmen. Ab 1210 übernahm der Guelfe Otto IV., ab 1221 dann wieder die päpstliche Seite unter Honorius III. 1251 unterwarf sich der Ort Orvieto, und zur Zeit des Abendländischen Schisma gehörte der Ort zu Siena. Francesco I. Sforza übernahm den Ort 1433, begab sich dann aber in die Marken, sodass nach mehrjähriger Belagerung der Ort 1444 vom Heiligen Stuhl eingenommen wurde. Im 16. Jahrhundert gelangte der Ort an Guido Ascanio Sforza di Santa Fiora, danach herrschten die Mozzanti und die Selvi sowie erneut der Heilige Stuhl bis zur Einheit Italiens.

## Sehenswürdigkeiten

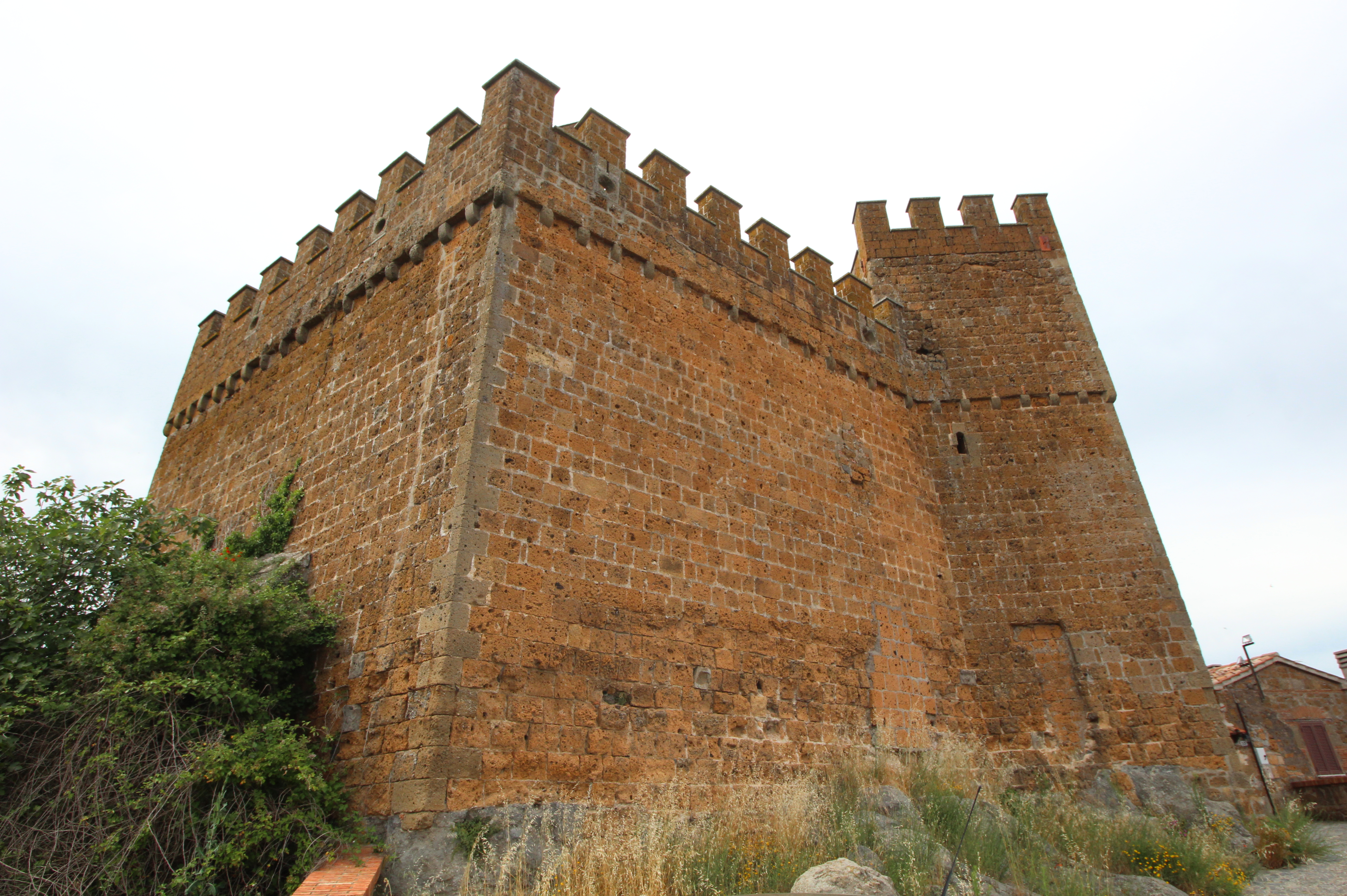
Die Burg von Proceno

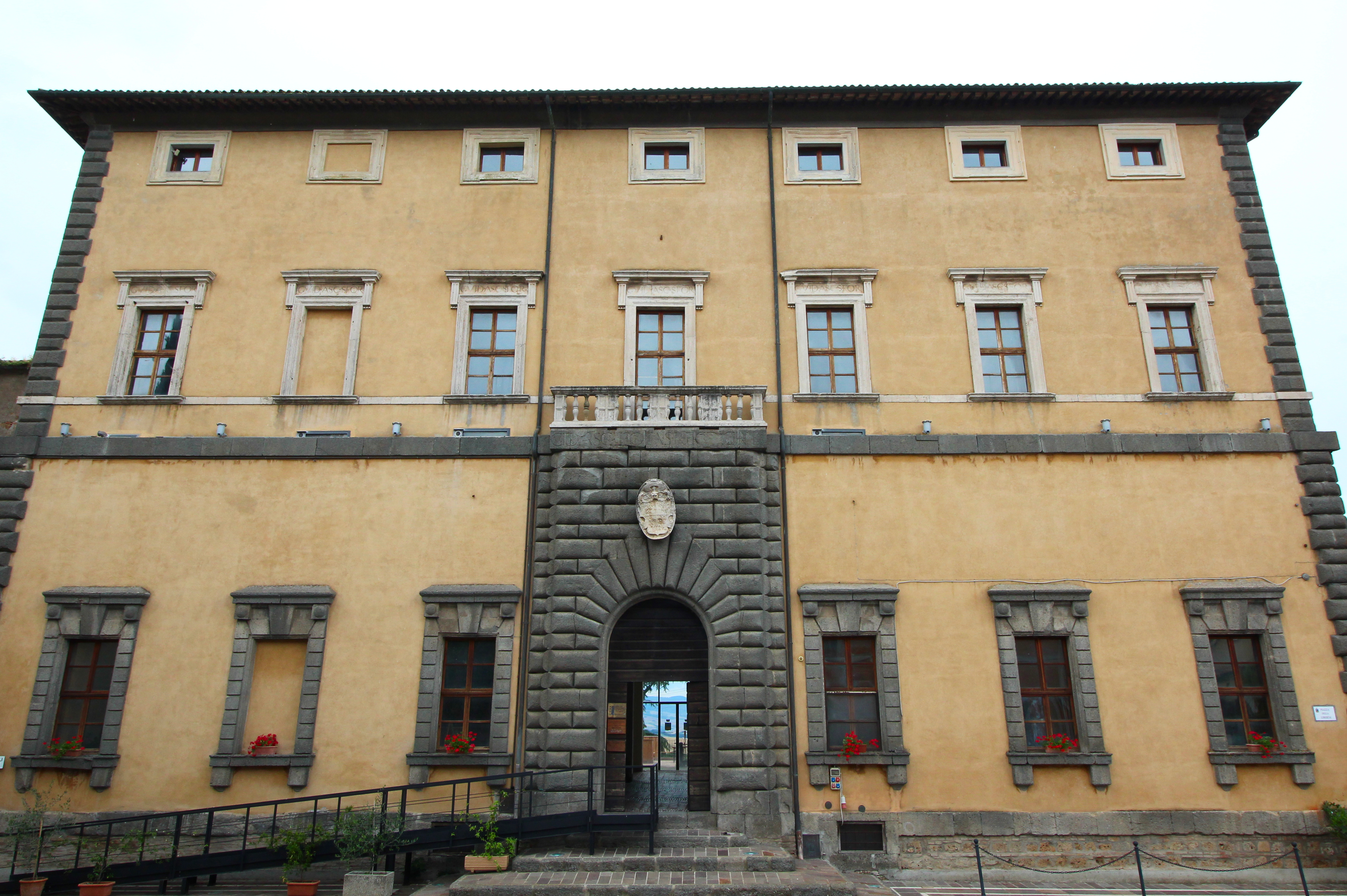
Der Palazzo Sforza

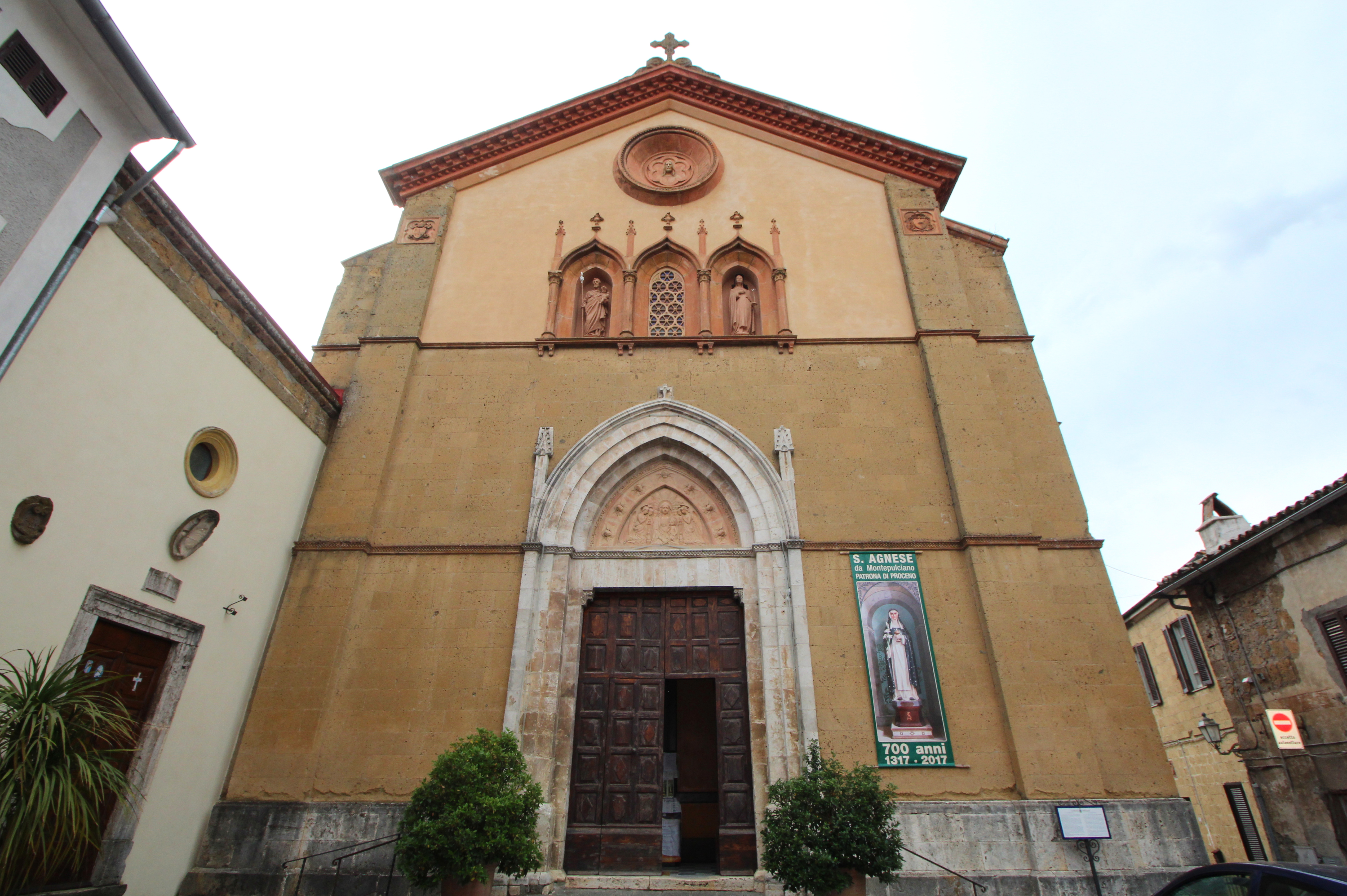
Die Kirche San Salvatore

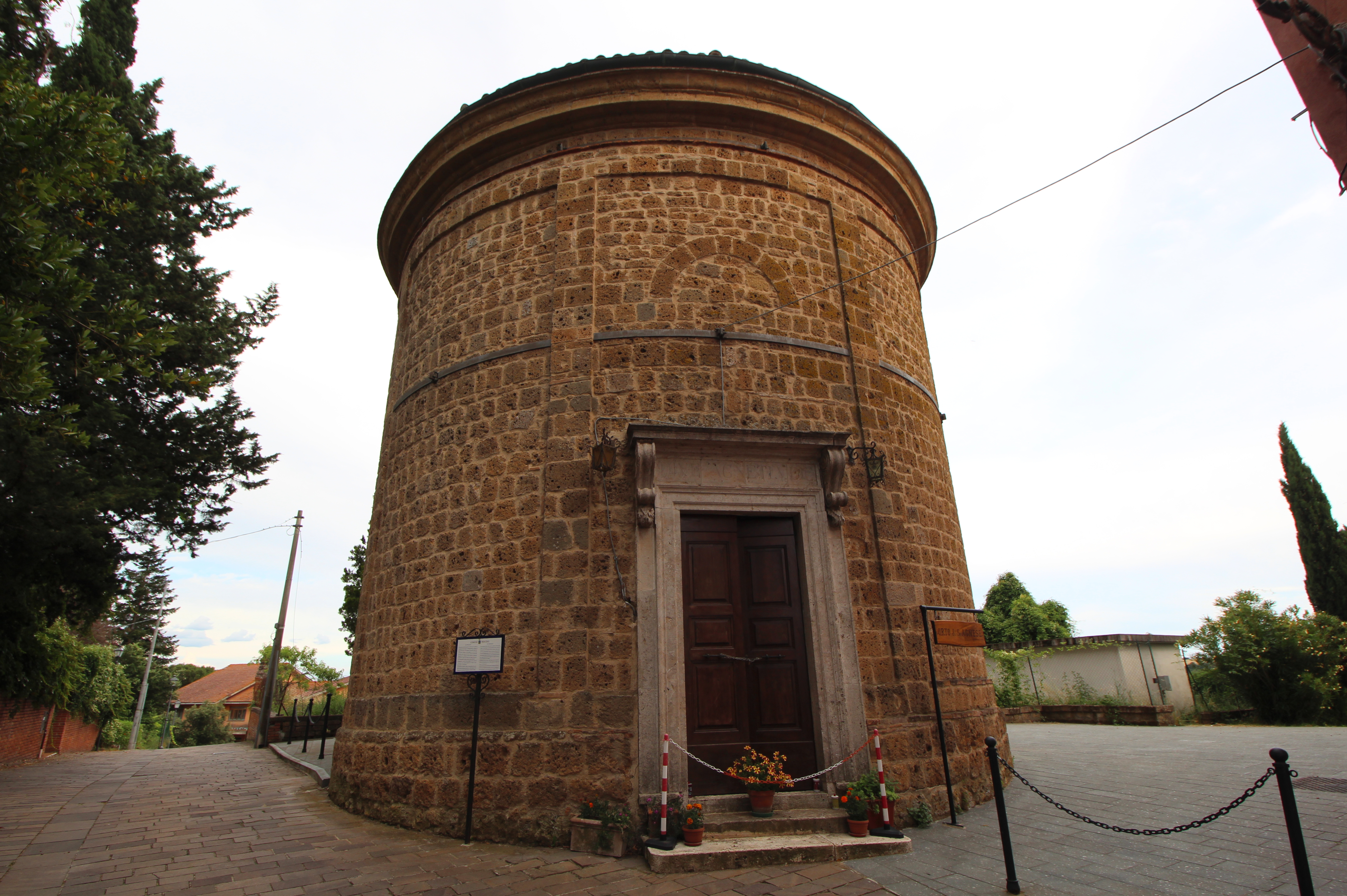
Sant’Agnese

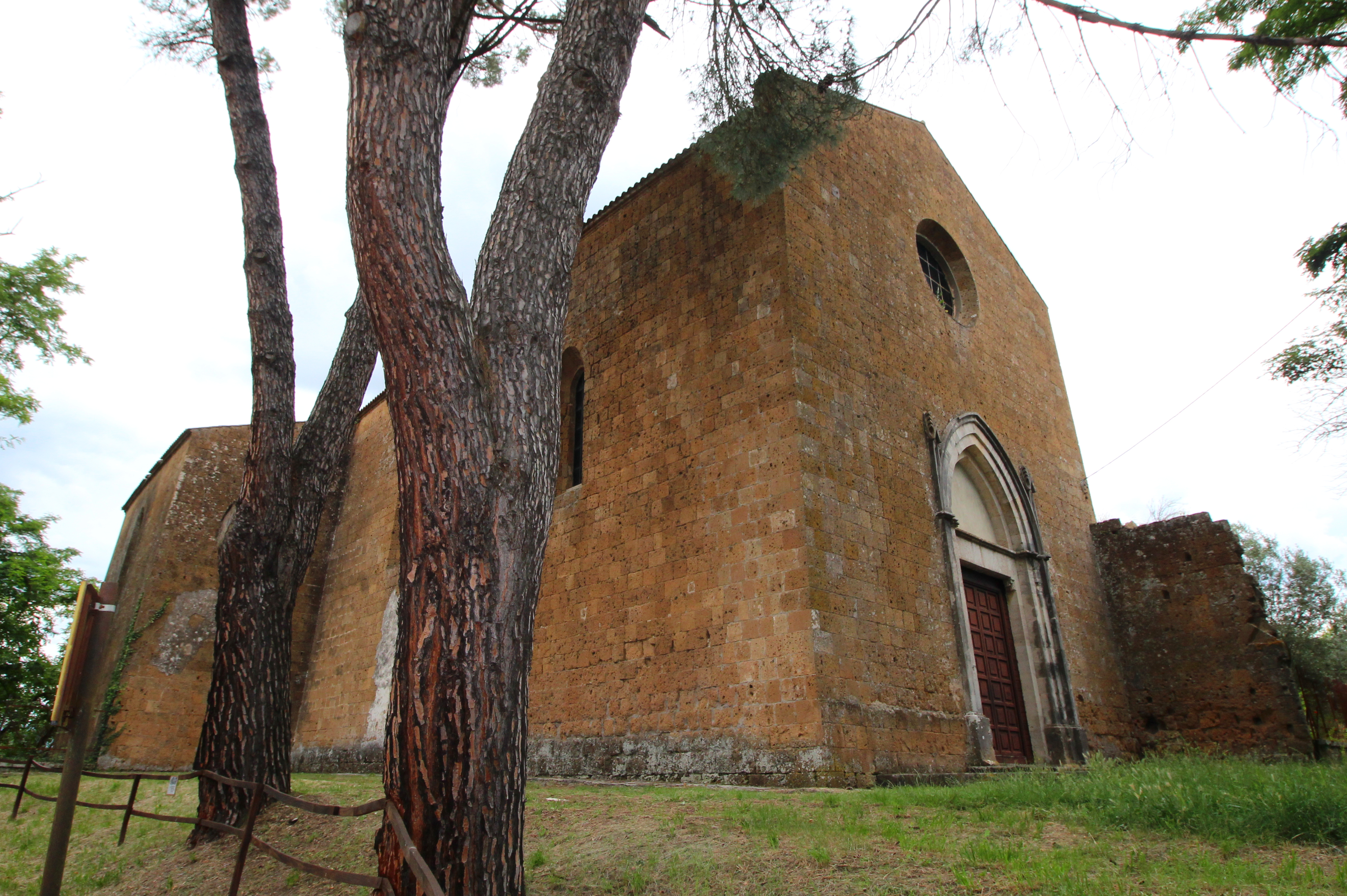
San Martino

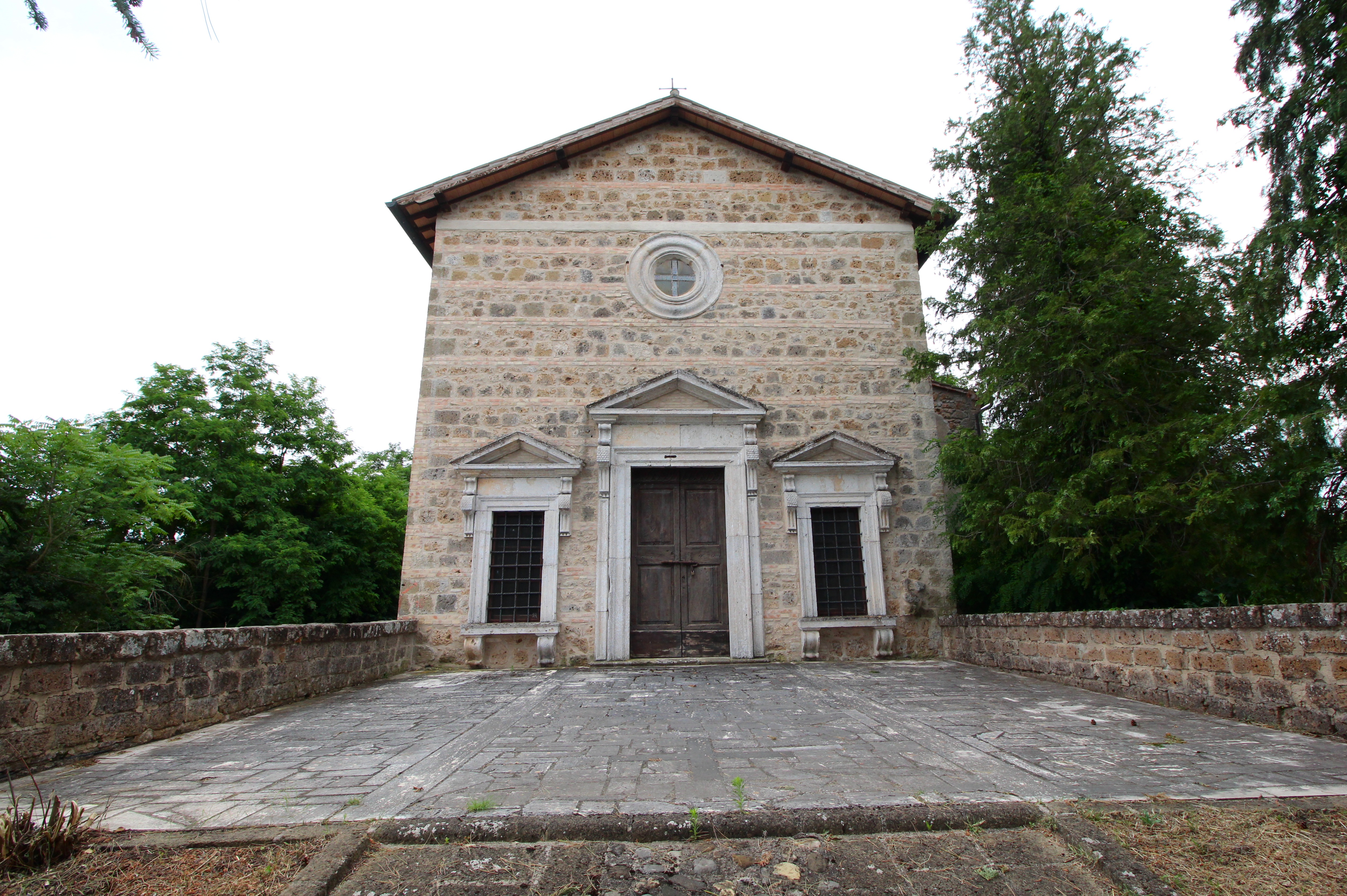
Madonna del Giglio

- Castello di Proceno, Burg im Ortskern; gehört seit dem 18. Jahrhundert der Familie Cecchini.[3]
- Palazzo Sforza, Palast im Ortskern, der in der Mitte des 16. Jahrhunderts auf Initiative von Guido Ascanio Sforza di Santa Fiora entstand. Er ist seit 1985 im Besitz der Gemeinde Proceno und enthält das Museum Museo della civiltà Contadina.[5]
- San Salvatore, Hauptkirche im Ortskern, die in der Zeit der Gotik entstand und später verändert wurde, wobei das gotische Portal und die Innenräume erhalten blieben. Enthält Fresken aus dem 14. Jahrhundert (Scene della vita di Sant’Antonio), das Leinwandgemälde Martirio di San Sebastiano aus dem 17. Jahrhundert sowie die Holzstatue San Rocco (16. Jahrhundert).[6]
- Sant’Agnese, Rundkapelle am höchsten Punkt des Ortskerns, die der Agnes von Montepulciano gewidmet ist. Die heutige Kapelle entstand 1879[7] an der Stelle des Konventes, wo die Heilige Agnes 22 Jahre gewirkt hatte.[6]
- San Martino (auch Chiesa dei Frati genannt), Kirche kurz außerhalb des Ortskern, die um 1200 entstand;[8] enthält Fresken aus dem 14. und 15. Jahrhundert (Madonna in trono col bambio e i Santissimi Giovanni Battista e Maria Maddalena).[6]
- Madonna del Giglio, Kirche kurz außerhalb des Ortskern; entstand im 14./15. Jahrhundert[3] und enthält Fresken aus dem Umfeld des Taddeo Zuccari.[6]
- Madonna delle Piane, Kirche im Ortsteil Le Piane.[3]

## Kulinarische Spezialitäten
- Aglio Rosso di Proceno (roter Knoblauch)[9]

## Bevölkerung
| Jahr | Bevölkerung |
| ---- | ----------- |
| 1871 | 1507        |
| 1901 | 1680        |
| 1921 | 1875        |
| 1951 | 1871        |
| 1971 | 1069        |
| 1991 | 0651        |
| 2001 | 0632        |

## Politik
Seit dem 6. Juni 2021 ist Roberto Pinzi (Lista Civica: Proceno In Comune) Bürgermeister.

## Verkehr
Der Ort liegt ca. 2,5 km westlich der Via Cassia, die hier verlaufsgleich mit der Via Francigena ist.